# Station New Cross
New Cross is een station van London Overground aan de East London Line en van regionale spoorlijnen van Southeastern.
Het station, dat in 1850 is geopend, ligt in de wijk New Cross in de London Borough of Lewisham in Zuid-Londen.

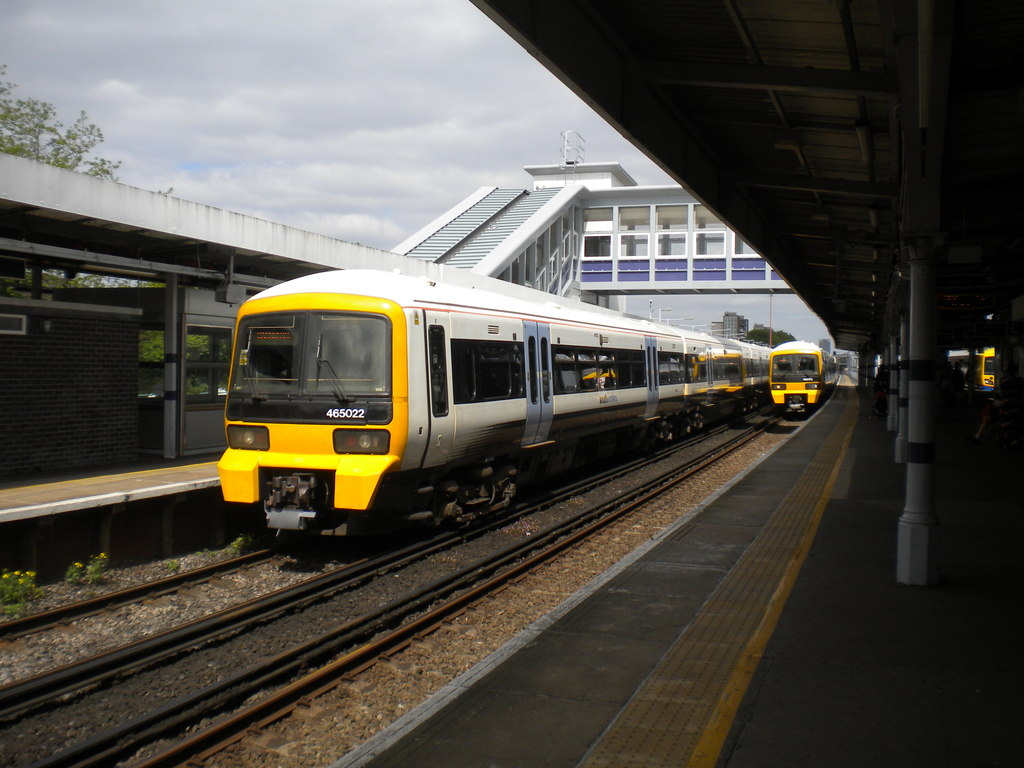
Perrons, 2016

## Niet te verwarren met
- Station New Cross Gate